# تیپ ۲۱۶ زرهی زنجان

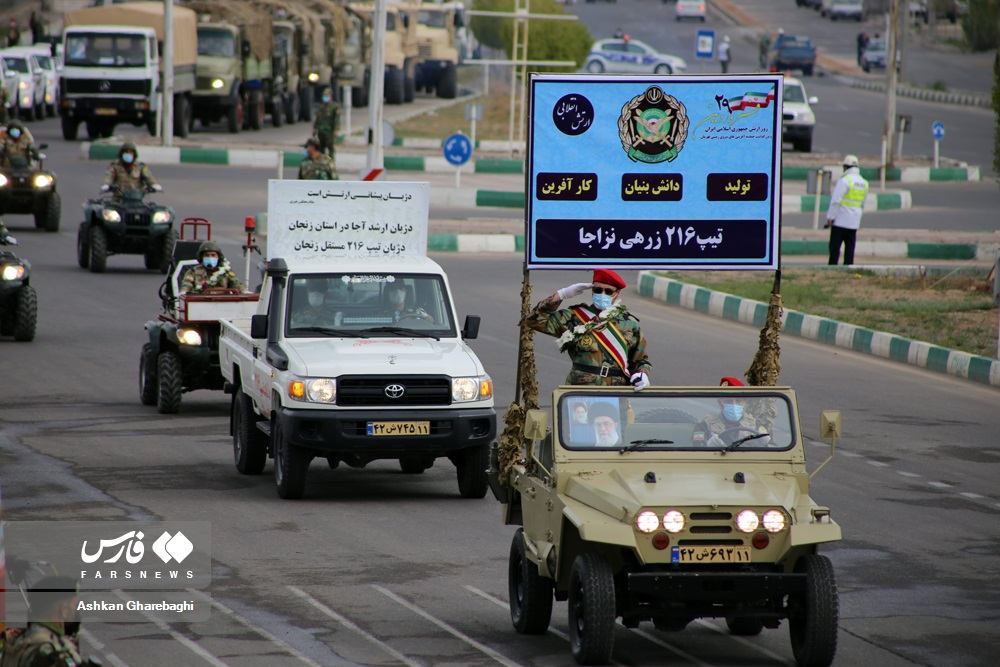
رژه ستون خودرویی تیپ ۲۱۶ در زنجان، روز ارتش سال ۱۴۰۱

تیپ ۲۱۶ زرهی زنجان از تیپ‌های زرهی نیروی زمینی ارتش ایران است، که پادگان و ستاد فرماندهی آن در شهر زنجان مستقر می‌باشد. پیشینه شکل‌گیری تیپ ۲۱۶ زنجان به سال ۱۳۲۴ بازمی‌گردد، که توسط نیروی زمینی شاهنشاهی ایران در شهر بهبهان تأسیس شد، سپس در سال ۱۳۴۷ به زنجان منتقل گردید. این یگان در ابتدای جنگ ایران و عراق از تیپ‌های زیرمجموعه لشکر ۲۱ پیاده آذربایجان بود و از سال ۱۳۶۰ نیز تحت امر لشکر ۱۶ زرهی قزوین درآمد. هم‌اکنون سرهنگ محمدعلی میخکی بیرانوند فرماندهی تیپ ۲۱۶ زنجان را برعهده دارد.

## تاریخچه
تیپ ۲۱۶ زرهی ابتدا در سال ۱۳۲۴ در شهر بهبهان، استان خوزستان تأسیس شد و در سال ۱۳۳۴ به آذرشهر در استان آذربایجان شرقی منتقل گردید. این یگان در سال ۱۳۴۷ به زنجان انتقال پیدا کرد و تحت فرماندهی لشکر ۱۶ زرهی قزوین قرار گرفت و تا سال ۱۳۹۰ نیز تحت امر این لشکر به فعالیت خود ادامه داد. در سال ۱۳۹۰ با توجه به توانمندی و قابلیت تیپ ۲ زرهی زنجان، بنا بر تصمیم فرماندهی وقت ارتش، این تیپ از لشکر ۱۶ منفک شد و امروزه همچنان بعنوان یک تیپ مستقل نیروی زمینی ارتش، به فعالیت خود ادامه می‌دهد.

## جنگ ایران و عراق
تیپ ۲۱۶ زرهی زنجان در خلال جنگ ایران و عراق از یگان‌های نیروی زمینی ارتش بود. در طول ۸ سال جنگ، از این تیپ ۷۰۰ کشته، ۲۴۰ نفر اسیر و ۶۴۴ نفر مجروح شدند و در مجموع تلفاتی در حدود ۱۳۴۴ نفر داشت.

## فرماندهان پس از انقلاب
1. سرهنگ کریم یدرنجی
2. سرهنگ محمدرضا پورموسی
3. سرتیپ کریم‌محمد هوشیار
4. سرهنگ محمدجعفر زمان‌فر
5. سرتیپ دوم غلامرضا سروری راد
6. سرتیپ دوم سپهر کهریز
7. سرتیپ کیهان فلاحی
8. سرتیپ دوم حبیب‌الله موقر
9. سرتیپ دوم ستاد بهزاد پور آزادی
10. سرتیپ دوم علی‌رضاجبری
11. سرتیپ دوم علی مهرابی
12. سرهنگ حسین‌زاده
13. سرهنگ روح‌الله گرایلو
14. سرتیپ دوم منوچهر مرادی
15. سرتیپ دوم سیدعلی موسویان
16. سرتیپ دوم علی مظهری
17. سرتیپ دوم داوود حمدی[۷]
18. سرهنگ جلال صالحی
19. سرهنگ محمدعلی میخکی بیرانوند